# 窄刺褶囊海鯰
窄刺褶囊海鯰為輻鰭魚綱鯰形目海鯰科的其中一種，分布於印度洋區，從東非至斯里蘭卡海域，棲息深度20-50公尺，體長可達36公分，棲息在沿海、河口區，屬肉食性，以無脊椎動物為食，可做為食用魚。

## 擴展閱讀
維基物種上的相關：窄刺褶囊海鯰